# Тимчик, Ирина
Ирина Тимчик (в замужестве — Минкулеску) (рум. Irina Timcic; 4 сентября 1910, Черновцы, Цислейтания — неизвестно) — румынская фигуристка, выступавшая в парном катании. Участница зимних Олимпийских игр 1936 года.

## Биография
Ирина Тимчик родилась 4 сентября 1910 года в австро-венгерском городе Черновцы (сейчас на Украине).
Выступала за Румынию в парном фигурном катании вместе с Альфредом Айзенбайссером-Ферару, также уроженцем Черновцов.
В 1934 году на чемпионате Европы в Зефельд-ин-Тироле Тимчик и Айзенбайссер-Ферару заняли 7-е место.
В 1936 году вошла в состав сборной Румынии на зимних Олимпийских играх в Гармиш-Партенкирхене. В парном катании Тимчик и Айзенбассер-Ферару заняли 13-е место, набрав 80,9 балла и уступив 22,4 балла завоевавшим золото Макси Гербер и Эрнсту Байеру из Германии.
О дальнейшей карьере Тимчик нет данных: известно, что в 1939 году Айзенбассер-Ферару выступал уже с другой партнёршей.
Дата смерти неизвестна.